# Erőss István (százados)
Erőss István (Tompaháza, 1822– 1900. április 21. honvéd százados. Az Erőss család kézdisárfalvi ágának leszármazottja. 

## Élete
Apja római katolikus földbirtokos. Katonai előmenetele 1840-ban közvitéz, 1841-ben tizedes, 1847-ben őrmester a 3. könnyűlovasezrednél Erdélyben.  
1848. szeptember 24. hadnaggyá nevezik ki az alakuló 18. honvédzászlóaljhoz, de a Kossuth, illetve 15. Mátyás huszárezred Udvarhelyszéken alakult osztályánál lesz hadnagy. Novembertől közreműködik Háromszék védelmében, majd Bem alatt végig küzdi az erdélyi hadjáratot. Főhadnagy, 1849. április 1.-től alszázados ezredénél. A nyári hadjárat idején ezrede 1. őrnagyi osztályával a délvidéki hadseregben szolgál.
1849. szeptember 6. besorozzák a 48. gyalogezredhez, 1851. november 20.-án a 8. dzsidásezredtől szerel le. Később szülőhelyén gazdálkodik. 1859-tól hivatalnok a nagyenyedi takarékpénztárnál. 
1867 és 1890 között az Alsó-Fehér vármegyei Honvédegylet tagja, az utóbbi időpontban Nagyenyed város pénztárnoka. 1872-ben nőül veszi Lostájner Idát,  1900. április 21.-én halt meg Nagyenyeden.  